# 明日香村歷史的風土保存及生活環境整備等相關特別措置法
《明日香村歷史的風土保存及生活環境整備等相關特別措置法》（日语：／ Asuka-mura ni okeru Rekishiteki Fūdo no Hozon oyobi Seikatsu Kankyō no Seibi ni Kansuru Tokubetsu Sochihō；昭和55年5月26日法律第60號），簡稱明日香法，是1980年公布的日本法律，旨在保存明日香村史跡。

## 概要
明日香法要點有二，其一為保存村內全域歷史的風土，除車站前一部分外幾乎全為風致地區，對建築有嚴格限制；其二為保證住民生活安定。
- 村全域歷史的風土保存地區對象化
  - 第一種地區是以石舞台古墳、高松塚古墳、岡寺、傳飛鳥板葺宮跡（飛鳥京跡）、甘樫丘（日语：甘樫丘）為中心的地域，對改變現状有嚴格規制。
  - 第二種地區是第一種地區以外的地域，對顯著改變現状有抑制，不顯著者則受允許。
- 明日香村整備計畫與整備基金
  - 整備計畫旨在整備道路、下水道、公園、教育設施、農業環境等，以在維持、保存明日香村歷史的風土之同時整備生活環境，發展明日香村。

受松下幸之助優待的大阪針灸師御井敬三呼籲保存明日香村遺跡，松下將此傳達給佐藤荣作首相，遺跡保存由此法制化。此外還有三木睦子等人的保存運動。